# Pardisynopia tambiella
Pardisynopia tambiella är en kräftdjursart. Pardisynopia tambiella ingår i släktet Pardisynopia och familjen Pardaliscidae. Inga underarter finns listade i Catalogue of Life.